# Montigny-le-Tilleul
Montigny-le-Tilleul ist eine Gemeinde in der Provinz Hennegau im wallonischen Teil Belgiens.
Die Gemeinde besteht aus den Ortschaften Montigny-le-Tilleul auf dem rechten Ufer der Sambre und Landelies (mit Hafen) auf dem linken.

## Weblinks

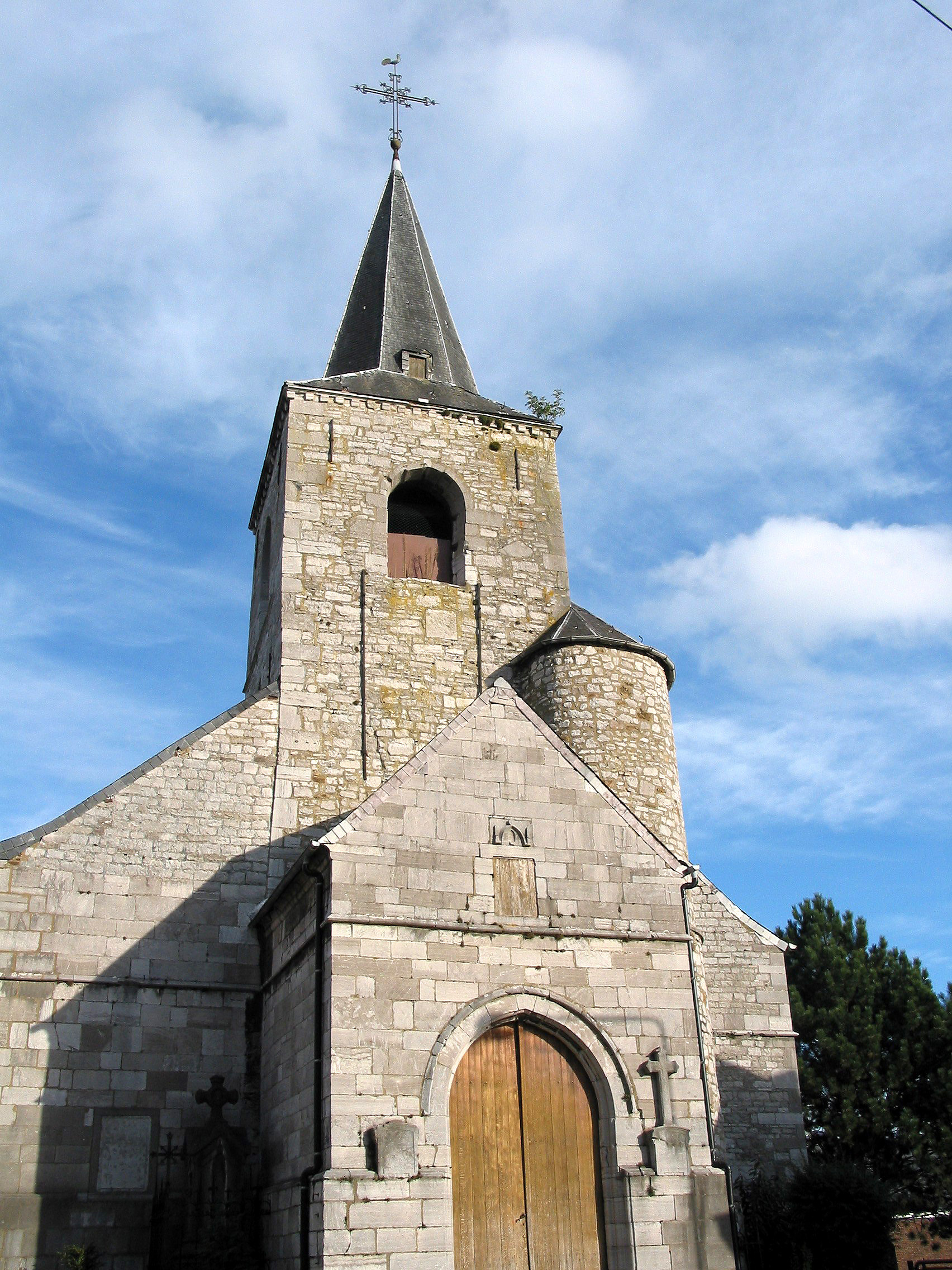
Kirche Saint-Martin

## Städtepartnerschaften
- Vincennes (Frankreich)
- Montereale Valcellina (Italien)

## Persönlichkeiten
- Adrien Dolimont (* 1988), Politiker